# 55 f.Kr.

## Händelser

### Efter plats

#### Romerska republiken
- Crassus och Pompeius blir konsuler i Rom.
- Maj – Julius Caesar besegrar en germansk armé varefter han låter massakrera kvinnor och barn, totalt 430.000 människor, någonstans nära floderna Meuse och Rhen.
- Juni – Caesar korsar Rhen nära nuvarande Bonn.
- 26 augusti – Julius Caesar för befälet över den första romerska invasionen av Britannien. På grund av dåligt väder och uppror i Gallien uppnår expeditionen mycket lite med det hela, men den romerska senaten utlyser tjugo dagars tacksägelse.

#### Partien
- Tronkrävaren Mithridates III besegras, tillsammans med den romerske guvernören Aulus Gabinius av Syrien, av Surena, general under Orodes, i slaget vid Seleukia.

## Födda
- Albius Tibullus, romersk skald (död 19 eller 18 f.Kr.)

## Avlidna
- Lucretius, romersk filosof
- Berenike IV, drottning av Egypten